# 巴图营乡
巴图营乡，是中华人民共和国辽宁省朝阳市北票市下辖的一个乡镇级行政单位。

## 行政区划
巴图营乡下辖以下地区：
巴图营村、铁吉营村、彩凤沟村、中屯村、大夫营村、五家子村、下杖子村、油房村、古家子村和崔杖子村。

## 交通
- 朝凌高速铁路：巴图营站